# 蓬斯克陨击坑
蓬斯克陨击坑（Puńsk）是火星欧克西亚沼区的一座撞击坑，其中心坐标位于北纬20.8度、西经41.2度处，直径11.6公里。该特征取名自波兰纽约州波德拉谢省蓬斯克村，1976年被国际天文联合会行星系统命名工作组批准接受。
撞击坑通常有一圈覆盖着喷射物的边缘，相比之下，火山坑则一般没有边缘或喷射沉积物。较大的陨石坑（直径大于10公里或6.2英里）里面常会有一座中央峰，这种中央峰是因撞击后坑底反弹所形成。
普斯克陨击坑属于单层喷射物类型中被称为“壁垒型撞击坑的陨坑。单层喷射坑是壁垒型坑中的一种。它们有一层从坑口边缘一直延伸至1到1.5倍陨坑半径处的喷射物堆，平均直径10公里。虽然这类陨坑广泛分布于所有纬度区，但它们最常见于赤道附近。离赤道越远，平均尺寸越大。有人认为，这类陨坑是由于撞击到冰冷的地面而形成。具体来说，这是一种不完全穿透冰层的撞击。远离赤道的冰层厚度可能更大，这也解释了距赤道越远的陨坑尺寸增大的原因。

## 另请查看
- 撞击坑
- 撞击事件
- 火星撞击坑
- 火星矿石资源
- 行星体系命名法